# Elba Cortez Villapudua
Elba Cortez Villapudua (Mexicali, Baja California, 1967) es una dramaturga, actriz y maestra mexicana. Se ha especializado en la creación de obras de teatro infantil.

## Trayectoria
Estudió arquitectura en la Universidad Autónoma de Baja California (UABC). Posteriormente, sus intereses artísticos la llevaron a estudiar un diplomado en literatura dramática en la UABC, y otro en teatro en el Centro de Artes Escénicas del Noroeste. Ha sido becaria del Fondo Estatal para la Cultura y las Artes, maestra en la Escuela de Comunicación de la Universidad Iberoamericana del Noroeste, y colaboradora en el área de organización del Centro de Artes Escénicas del Noroeste (CAEN).
Ha participado en el Programa Nacional de Teatro Escolar, en Baja California. Como actriz formó parte del Taller Universitario de Teatro de Ángel Norzagaray, presentándose en varias Muestras Nacionales y Festivales, como el de La Raza, de La Frontera y el Internacional Cervantino.
Su obra ha sido publicada por el Instituto de Cultura de Baja California.

## Obra
- El muro (2017)
- Ángeles últimos (2010)
- Toc, toc... (2010, ICBC)
- Terror en la oscuridad (2005, ICBC)
- Rayos y truenos (2002, Cuentiteatros)
- Buscando a Abril (2001, ICBC)
- Dominó (1999, UABC-CECUT)
- La tierra mía (1996)
- Operación tarea verde vs. el maléfico Dr. Nox
- El complot de los ladrones del tiempo
- ¡No apaguen la luz!

### Antologías
- Dramaturgia en contexto: diálogo con dieciséis dramaturg@s del noroeste mexicano (2015, Libros de Godot/ INBA-CITRU)
- Dramaturgos de Tierra Adentro II (2003, Conaculta y Editorial Tierra Adentro)
- Once en la cancha (2002, Caen Editores)
- Teatro, Mujer y País (2000, Editorial Tablado Iberoamericano)
- El nuevo teatro II (2000, Editorial El Milagro)
- Vicios privados (1997, Caen Editores)

## Premios y reconocimientos
Su obra Dominó fue la ganadora del III Concurso Estatal Creación Escénica 1999; y Buscando a Abril, obra ganadora del Premio Estatal de Literatura 2000. En 2016 ganó el Premio Estatal de Literatura de Baja California (PEL) 2016 en la categoría Dramaturgia para Niños.